# São Paulo Challenger 1990
Il São Paulo Challenger 1990 è stato un torneo di tennis facente parte della categoria ATP Challenger Series nell'ambito dell'ATP Challenger Series 1990. Il montepremi del torneo era di $50 000 ed esso si è svolto nella settimana tra il 12 febbraio e il 18 febbraio 1990 su campi in cemento. Il torneo si è giocato nella città di San Paolo in Brasile.

## Vincitori

### Singolare
Miguel Nido ha sconfitto in finale  Cássio Motta con il punteggio di 6–3, 6–4.

### Doppio
Javier Frana /  Gustavo Luza hanno sconfitto in finale  Ricardo Camargo /  Ivan Kley con il punteggio di 6–3, 7–6.